# Judita (Marko Marulić)
Judita je najznamenitije djelo Marka Marulića i prvi umjetnički ep hrvatske književnosti ispjevan na hrvatskom jeziku. Sastoji se od šest pjevanja simetričnoga rasporeda građe i ukupno 2126 dvostruko rimovanih dvanaesteraca s prenesenom rimom. Napisao ju je 1501. godine, a objavljena je 1521. godine, te za njegova života još dva puta u samo 18 mjeseci. Zapažena je i izvan granica Hrvatske i prevedena na mnoge svjetske jezike.
Ep prati pripovijest o udovici Juditi koja svojom hrabrošću spašava rodni grad Betuliju. Povijesne analize tumače djelo kao alegorijski spjev u kojem je prikazana turska opsada Splita.

## Kompozicija

### Povijesna pozadina
Radnja spjeva odvija se u vrijeme uspona asirske države i njezinog pada potkraj 7. stoljeća. Tada su se naime, nezadovoljni okrutnom vladavinom Asiraca, udružili vladari Medije i Babilona i podigli ustanak protiv Asiraca. Početkom 612. pr. Kr. osvojili su asirsku prijestolnicu Ninivu. Premda je asirski kralj još neko vrijeme vladao iz Harana, Asirsko je carstvo prestalo postojati. Ubrzo su Babilonci osnovali Novobabilonsko Carstvo i za prvoga kralja postavili Nabopolasara, inače rodom iz Kaldeje.
Kad je Nabopolasar potisnuo asriske snage sve do gornjeg toka Eufrata, Egipat se zabrinuo i poslao pomoć Asiriji (616. pr. Kr.). Istvremeno, Medijci, koji su se nalazili na području zapadnog Irana i sada se širili prema Anatoliji, sklapaju savez s Babilonijom. Godine 610. pr. Kr. Babilonci uz pomoć Medijaca osvajaju Haran i potiskuju Asirce i Egipćane na područje Sirije. Odlučujuća je bila bitka kod Karkemiša, 605. pr. Kr. u kojoj s babilonske strane sudjeluju Nabopolasar i njegov sin i nasljednik Nabukodonozor II., koji i odnosi konačnu pobjedu nad Egipćanima. Odmah nakon bitke, na vijest da mu je otac umro, vraća se u Babilon i ondje biva okrunjen. Najveći uspon babilonska država je i doživjela pod Nebukadnezarom (Nabukodonozorom) II., koji je obnovio Babilon, osvojio velika područja Sirije i Palestine te odveo Židove u ropstvo.
Alegorijski, Marulić djelo smješta u vrijeme Hrvatsko-osmanskih ratova, odnosno Stogodišnjeg rata s Turcima, koji su se u svom silovitom napredovanju nakon slamanja Bosanskoga kraljevstva približili Splitu. Vidjevši demoraliziranost i gubitak nade kod svojih građana, koji su se pripremali za pad Splita, Marulić je htio uliti nadu i podići moral svojih sugrađana. Prema povijesnim zapisima, Osmanlije su se nalazile nadomak Splitu i pripremali se za osvajanje izlaza na Srednju Dalmaciju.

### Nadahnuće i namjena
Marulić je djelo počeo pisati u korizmenim danima, kada je u svom pismu oslovnjenom na don Dujma, napisao da je nadahnuće za svoju knjigu (libar) dobio "prevrćući knjige Staroga zavjeta". Kako je i sam napisao u uvodniku izvornoga izdanja, namjerio se na knjigu o Juditi, gdje mu se svidjela biblijska pripovijest o hrabroj udovici Juditi i "preoholom Holofernu, koja ubivši ga, oslobodi svu izraelsku zemlju od pogibelji koja se već bijaše nadvila". Kako je naveo u pismu, poslužio se ovom parabolom kako bi ispjevao hrabrost Judite i ukazao na važnost vjere u Isusa Krista i u svoj narod. Dalje je istaknuo, kako nije preuzeo priču, već "pripovijest pretočio u stihove, i po zakonu starih poeta kojima nije dosta da ispripovijede kako se neka zgoda zbila, nego mnoge postupke miješaju da bi ugodili onima što čitaju". Istodobno je želio napisati djelo čitljivo splitskom plemstvu i puku te pridonijeti kulturnom razvoju grada.
Poput Dantea Alighierija, i Marulić svoj uzor pronalazi u antičkoj književnosti, ali s kršćanskim elementima. Istovremeno je nasjedovatelj antičke poetičke baštine i kršćanski pjesnik, koji se koristi antičkim epskim značajkama; tako invokacijom ne zaziva muze, kao što je slučaj kod Homera i Vergilija, već kršćanskoga Boga, a time i židovskoga Jahvea. Kao i u Božanstvenoj Komediji, kršćanskom društvu približava biblijsku prispodobu, a istovremeno i šalje poruku smještajući je u kontekst svoga vremena.
Osim što je djelom htio potaknuti na otpor prema Turcima, Marulić je građane htio podsjetiti i na kršćanski pristup spolnosti, važnosti predbračne čistoće, čistoga života i otvorenosti novom životu. Spominje i Sodomu i Gomoru, biblijske gradove koji su razoreni zbog pretjerane bludnosti, prostitucije, negiranja božje postojanosti i gubitka svakoga oblika morala: "Eto, k vama ide moja veleštovana Judita, možda ne s manjim ukrasom nego kad se bijaše pokazala Holofernu, nego dapače da vas okrijepi u pridržavanju svete čistoće, pred vaše oči izijevši i postavivši sve ljepote, kreposti, krasote, dike i slave moje..." Također, poručuje svakom čitatelju da se ugleda na hrabrost i njezinu krepost, ne bojeći se turske napasti, koja je "samo kušnja koju Bog pred nas stavlja". Time želi reći kako se hrvatska državnost mora izboriti slogom i vjerom, a ne skrivanjem i razmišljanjem o predaji, kako su to činili Židovi uoči Holofernovog napada u djelu.
Iako je posvećeno njegovu kumu i splitskom svećeniku, Marulić je djelo namijenio običnom splitskom puku, koji i kako sam kaže nije učen niti poznaje talijanski ili latinski jezik.

### Uvodnik
Na petoj stranici izvornika Judite, Marulić je zapisao da je djelo napisao "od utjelovljenja Isuskrstova godine prve nakon tisuću i petstote, dvadeset i drugoga dana mjeseca travnja, u Splitu gradu", što odgovara 22. travnju 1501. godine, iako se pojedini povjesničari književnosti ne slažu da je to uistinu nadnevak završetka djela. U uvodniku ističe kako je ep posvetio splitskom kanoniku don Dujmu Balistriliću, ostavivši iskaz o pjesništvu i izvorima kojima se koristio kako bi napisao djelo:
U srednjem dijelu uvodnika ili pogovora, Marulić daje opis vremena u kojem se djelo odvija, povijesno potkrijepljen i stilski dorađen kako bi uveo čitatelja u djelo, ali ujedno dao i uvid u povijest naroda Bliskog Istoka u vremenu 6 stoljeća prije Kristova rođenja. Nabukodonozor [II.], kralj Babilonije i Asirije, tada je u svojoj vlasti držao asirsku prijestolnicu Ninivu, te porazivši Arfaksada, kralja Medije, kod rijeke Eufrata u Mezopotamiji postade vladar novobabilonskog kraljevstva. Svima koji su graničili s njim poruči da se predaju, ali oni se ne htjedoše pokoriti, pa otpremi Holoferna, koji osvoji sve kuda prođe.
Marulić u nastavku daje prikaz cijele radnje u obliku kratkog eseja, a potom u obliku natuknica izdvaja najvažnije iz svakog pjevanja odnosno knjige (libra).

## Sadržaj

#### Prvo libro
Prvo pjevanje započinje uvodom u kojem se opisuje grad Ekbatan koji je sazidao kralj Arfaksad. Grad je bio oličenje njegove moći. No, mnogi su bili zavidni na njegovu moć, kao što je bio Nabukodonozor. U sukobu kod Eufrata između Arfaksada i Nabukodonozora, pobjeđuje Nabukodonozor. Nagradio je sve one koji su se borili za njega i šalje u sve okolne zemlje glasnike s porukom da mu se imaju pokloniti ili će biti osvojeni. Mnogo zemalja ga je ismijalo, na što se on zaklinje svojim prijestoljem da će ih sve pokoriti. Holofernu daje zadaću da zapovijeda vojskom i krene na zapad kako bi pokorio nedostojnike.

#### Drugo libro
Holofern prelazi s vojskom u Asiriju gdje nemilosrdno pokorava sve one koji mu se odupiru. Ostale koji se ne opiru podvlašćuje bez nasilja. No, Elaikim, židovski svećenik, narodima piše pisma da se bore i čuvaju Jeruzalem, napominje im da je spas u vjeri i molitvi Bogu. Kada Holofern saznaje za ta pisma razljuti se jer iz njih je jasno da se židovi spremaju na otpor. Jedan od njegovih vojnika po imenu Akior, pokušava mu pojasniti kako židovski narod ima jednog Boga i da je u bitkama on uvijek uz njih, a da ih se porazi moraju biti u božjoj nemilosti. Vojnicima Akiorove riječi nisu milo sjele.

#### Treće libro
Da bi se osvetili Akiora svežu njegovi suborci za drvo ispred Betulije nadajući se kako će ga stanovnici smaknuti, no kako je Akior vjernik u židovskog Boga, oni ga poštede i prirede mu gozbu. Holofern napada grad, a stanovnici njegovu vojsku zasipaju kamenjem sa zidina. Holofern prekida dotok vode u grad i pokušava ih iscrpiti. Nakon 20 dana zavladala je žeđ u gradu i počinju se javljati građani da se pregovara o predaji. No, Ozij moli građane da se strpe još nekoliko dana kako bi im Bog poslao pomoć. Među stanovnicima je bila i Judita, naročite fizičke ljepote, udovica je i živi čestito i mnogo se moli Bogu, posti, daje milostinju jer je bila blažena s mnogo imovine. Muž joj je umro pod suncem prije nekoliko godina, a od tada živi sa svojom sluškinjom Abrom. Judita je nesretna jer su židovi lagano pribjegli rješenju da se predaju u nedaći. Obraća se ljudima i zaziva Abrahama, Izaka i Jakova, i navodi da će ih Bog spasiti ako budu ustrajni i ne iskušavaju ga. Juditina vjera u Boga je čista i nepokolebljiva. Kaže im da će sa svojom sluškinjom u noći izaći iz grada i neka se svi mole za Božju pomoć dok se one ne vrate.

#### Četvrto libro
Judita se priprema zavesti Holoferna, uredila se poput prelijepe mlade žene koja odiše s mladenačkom ljubavi. Božji dar Juditi bila je privlačnost kojoj nitko nije mogao odoljeti. Prije polaska Holofernovom taboru, Judita si priprema objed od kruha, sira, vina, ulja i prge. Svi stanovnici mole se za njen uspjeh kako Judita sve više odmiče od grada. Pod izlikom da bježi iz grada te da želi pomoći Holofernu kako da brzo osvoji grad i bez puno žrtava, ulazi u neprijateljski tabor. Ubrzo mu Judita svojom privlačnošću pomuti razum.

#### Peto libro
Judita jede svoj objed koji je pripremila, a ne hranu Holoferna. Holofern joj daje slobodu kretanja kroz Tabor kroz puna tri dana, a četvrti dan Holofern priređuje gozbu i šalje joj slugu Bagou da joj priopći kako Holofern zahtijeva da se ona useli njemu, no ona to hladno odbija, ali ipak svrati na večeru. Na večeri, napije Holoferna i on pada u san potpuno pijan. Moli se s Abrom Bogu, i zakolje Holoferna, osječe mu glavu i odnosi je nazad u Betuliju. Građani slave, zahvaljuju Bogu i Juditi. Holofernovi vojnici otkrivaju njegovo tijelo, vidjevši njegovu glavu na zidinama grada bježe u panici i strahu.

#### Šesto libro
U šestom pjevanju pjesnik opisuje događaje u Jeruzalemu poslije odlaska Holofernove vojske. Opisuje i dolazak popa Elijakima sa svojim popovima koji su došli vidjeti Juditu. Ona odlazi u Jeruzalem na tri mjeseca te se potom vraća kući. U svom daljnjem životu, ona se poslije prvog muža Manasesa nije više udavala, a nakon njezine smrti narod ju je žalio sedam dana jer zahvaljujući njoj nije bilo nikakvih ratova.

## Likovi

### Judita
Judita vjeruje u Božje naume. Ona je čista i plemenita srca, jako je pobožna i bogobojazna. Vidjevši da je pred Izraelom još jedna kušnja u kojoj mnogi posustaju i okreću leđa Bogu, ona odlučuje učiniti nešto što bi bez Božje pomoći bilo nemoguće.Ljubav prema Jahvi dala joj je snagu i hrabrost da ode među neprijatelje. Da Bog nije bio na njenoj strani, sigurno bi je otkrili i ubili. No ova, vođena ljubavlju prema svom narodu i Bogu, otkrila je svu svoju ljepotu i učinila ono što je smatrala svojom dužnoću. Spasila je svoj narod pri tome žrtvujući svoj čime je dokazala da je vrlo požrtvovna .

### Holofern
Holofern, u nekim izvorima i Holoferno, babilonski vojskovođa, često naslovljen s "vojvoda". Nakon što je Nabukodonozor osvojio Ninivu i pokorio Medijce, poslao je glasnike u sve gradove graničnih država o mogućnosti predaje. Nakon što su oni to složno odbili (smatrajući da je posrijedi šala), imenuje Holoferna vođom vojne u zapadne zemlje. Prigodom imenovanja zapovjednikom, Nabukodonozor ga naziva "bisernom krunom, zlatorepnom strijelom kuda god je hodio". Ističe njegove hrabrost "u svim bojevima svojim", u kojima je "sve porazio, pobio, protivnike". Ovim ukrasnim pridjevima, Nabukodonozor ističe Holofernovu važnost u širenju carstva i jačanju samog njegovog položaja, a vjerujući u njegovu sposobnost mu i povjerava ovaj zadatak. No, u riječima zapovijedi, daje se naslutiti kako mu nehotično daje do znanja da se ne uzoholi, jer kaže: "Gradove i krajeve osvoji za mene/Da me se svatko boji, svatko da me štuje" i naglašava svoje pretenzije za širenjem i moći. Prema daljnjim stihovima, Holofern je spremno poslušao kralja i okupio vojsku od "sto i dvadeset tisuća pješaka, mladih, golobradih i pri najboljoj snazi"; iz opisa se iskazuje snaga i moć babilonske vojske, koja u metafori predstavlja Osmansku vojsku. Vođa koji upravlja takvom vojskom ima veliko strahopoštovanje u svojoj zemlji.

## Izdanja i prijevodi
Utemeljenjem Društva hrvatskih književnika na početku 20. stoljeća hrvatski književnici i povjesničari književnosti prozvali su Marulića Ocem hrvatske književnosti. Tada su novoosnovano društvo i Matica hrvatska objavili divot-izdanje Judite s opsežnim pregovorom i tumačenjem manje poznatih riječi te urešeno s osam crteža slikara Otona Ivekovića.
Prvo izdanje Judite usporedno prevedene na hrvatski književni jezik priredio je i objavio Josip Bratulić 1983. godine u sklopu znanstvenog rada o Marulićevoj Juditi. U prevođenju su mu pomogli "marulozi", akademici Milan Moguš i Mirko Tomasović. U priređivanju prvog sveobuhvatnog izdanja Judite, korišteni su i izvori iz časopisa Colloquia Maruliana i velikom Rječniku Marulićeve Judite suradnika Milana Moguša.
Godine 1989., kao prvo izdanje Knjige Mediterana, izašla je Judita s likovnim prilozima sedamnaestorice hrvatskih slikara i grafičara, među kojima se ističu djela Andrije Medulića i Bele Čikoš Sesije.
Usto je 1998. godine Margarita Stocker na Sveučilištu Yale objavila djelo Judith, Sexual Warrior, Women and Power in Western Culture, u kojoj je potanko razložila i obuhvatila Juditin položaj i mjesto koje zauzima u zapadnoeuropskoj kulturi te se posebno osvrnula na značaj u hrvatskoj književnosti zbog kojeg je ep dobio posebno svrstavanje kao biblijsko-vergilijanski. To je i prvi stručni kritički osvrt u kojem se spominje Marulićevo djelo pisan na engleskom jeziku i prvi nekog američkog autora. Stocker je u svojem djelu odradila književne ostvaraje za vrijeme Francuske revolucije, koji su kao osnovni predložak koristili Marulićevo djelo, njezine utjecaje tijekom vjerskih ratova, reformacije, koja je odbacila veći dio parabole, i utjecaj u filmskoj industriji, glazbi i legendama koje su nastale za nacističkoga i komunističkoga režima.
U spomen na petstotu obljetnicu najpoznatijega Marulićeva djela, Matica hrvatska tiskala je kompaktni disk (CD) s njegovim tekstovima, a prijevod na hrvatski jezik načinio je Marko Grčić. Jubilarno izdanje bilo je popraćeno s likovnim prilozima Matka Trebotića.
Bratulić je ponovno 2003. godine u suradnji s Maticom hrvatskom objavio drugo, izmijenjeno i dopunjeno izdanje Judite sa slobodnim prijevodom na suvremeni hrvatski jezik, koju je preveo Marko Grčić, koristeći se zabilješkama poznatih jezikoslovaca i istraživača Marulićevih djela, među kojima se ističu Vatroslav Jagić, Marcel Kušar, Petar Kasandrić, Vjekoslav Štefanić, Petar Skok, Vojmir Vinja, Mate Hraste, Ivan Slamnig, Marin Franičević, Josip Vončina, Tonko Maroević i mnogi drugi. Dopunjeno izdanje imalo je dvije svrhe: upotrijebiti tečan suvremeni jezik, ali i očuvati spomen na staru hrvatsku čakavštinu i početke stvaranja hrvatskoga književnoga jezika, zbog čega su prevoditelji i suradnici zadržali aorist i imperfekt kao vrijeme pripovijedanja i neke izraze koji se u današnjem hrvatskom više ne koriste.

### Prijevodi
(nepotpun popis)
- engleski jezik[3] (Henry R. Cooper Jr., 1991.)
- mađarski jezik[3] (István Lőkös, 1999.)
- talijanski jezik[3][20] (Luciana Borsetto, 2001.)
- francuski jezik[3] (Charles Béné, 2002.)
- litavski jezik[21] (studenti kroatistike Sveučilišta u Vilniusu pod vodstvom prof. Roberta Bebeka, 2007.)
- Manji ili veći ulomci prevedeni su u engleske stihove, na slovenski, španjolski, njemački, češki i esperanto jezik.[22]

## Značaj

### Jezik
Judita je najznačajnije Marulićevo djelo i najznamenitije djelo hrvatske humanističke i renesansne književnosti. Osim u Hrvatskoj, bilo je priznato u cijeloj Europi kao istovrijednica Shakespeareovim ili Danteovim djelima. Obilježava početak hrvatske umjetničke književnosti, jer je Marulić na hrvatskom jeziku, točnije splitskoj čakavštini svoga vremena uspio ostvariti epski književni oblik kakvi su talijanski, španjolski i francuski humanisti pisali pretežito na latinskom jeziku. Marulić je u samom naslovu naglasio važnost djela u versih, hrvacki složena, kojim je potaknuo širenje kulture i hrvatske domoljubne misli pisanom riječi na materinskom jeziku.
Budući da je to prvo djelo u cijelosti napisano na hrvatskom jeziku, Marulić je njime zavrijedio naslov "oca hrvatske književnosti". Marulić je stvorio temelje za razvoj hrvatskog književnog jezika na temelju stare, splitske čakavštine u koje je, zbog kršćanske tematike, unio i neke elemente crkvenoslavenskog jezika. I sam je za života bio svjestan važnosti Judite i svih djela napisanih na hrvatskom jeziku, jer je njima u hrvatsku književnost unio renesansu. Time je njegovo značenje u hrvatskoj književnosti dvojako; Marulić je pisao stilom kasnog humanizma istovremeno nagoviještajući dolazak renesanse zastušljivanjem drugih pjesničkih obilježja.
Njegovo književno-teorijsko razmišljanje u predgovoru epa prvo je takve vrste u hrvatskoj književnosti i jedno od prvih u europskoj renesansi. Djelo je napisano dvostruko rimovanim dvanaestercem, najzahtjevnijim stihom, čija je glavna značajka rimovanje u sredini i na kraju stiha. Takvo složeno rimovanje, Marulić je preuzeo od začinjavaca, jednih od svojih izvora, srednjovjekovnih svećenika glagoljaša koji su za vrijeme svete mise započinjali pjevanje.

### Stilske značajke
Judita je kršćansko-vergilijanski ep u kojem je Marulić oblikovao biblijski predložak obogaćujući ga vlastitim komentarima i pjesničkim uresima. Budući da se u djelu u podjednakoj mjeri javljaju elementi klasičnog (vergilijanskog) pjesništva i kršćanske književnosti, djelo je ujedno i humanističkoga i renesansnoga karaktera.
Glavna značajka vergilijanske lirike u Juditi je kršćanska invokacija, koja se razlikuje od klasične invokacije po tome što Marulić ne zaziva muze, već Isuskrsta, kršćanskoga Boga. Također, antički i rimski uzori utjecali su na oblikovanje sadržaja, njegovu kratkoću i jasnost urešenu stilskim izražajnim sredstvima, poput usporedbi prilikom opisivanja Juditine ljepote, metafora, epiteta. Prema humanističkih uzorima, u djelu se pomegdje spominje i antička građa. koju je Marulić uklopio u opise krajolika, ljudi, mjesta i svoga zavičaja.
Uz klasičnu poeziju, Judita obiluje biblijskim motivima; od samog izvora, Knjige o Juditi, Marulić ističe pobožnost glavne junakinje, koja je u alegorijskom smislu vjernost hrvatskoga naroda Katoličkoj Crkvi tijekom nemirnih vremena kraja Srednjeg i početka novoga vijeka. Sama Judita svoj naum predaje u Božje ruke, a Marulić joj pripisuje pobožnost i bogobojaznost kao dvije najveće (duhovne) vrline. Biblijskim obilježjima epa pridodaju se i talijanski književni utjecaji i renesansni noviteti. Tu se najčešće ističe petrarkistički opis Juditine tjelesne i duhovne uzvišenosti, naturalistički opis Holoferna kao opreka Juditinoj ljepoti i prikaz vojske u duhu realizma, gdje se jasnošću preklapa s obilježjima vergilijanske lirike.

### Ideja i alegorija
Glavna poruka (poanta) ili ideja djela proizlazi iz suprotstavljanja glavnih likova, Judite i Holoferna. Njihove suprotnosti i naglašene različitosti predstavljaju pobjedu slobode nad ropstvom, pravde nad ovozemaljskom vladajućom nepravdom, dobra nad zlom, vjere nad nevjerom, čistoće i čednosti nad razuzdanosti. Te se poruke u različitim oblicima javljaju i promiču u svim knjigama, samim likovima, a ponegdje i opisima, najčešće ljudi i domaćega života (građanski, mornarski, ribarskii seoski motivi), čija jednostavnost pobjeđuje materijalno bogatstvo i nesretnost koju donosi sa sobom.
U epu je naglašen i domoljubni osjećaj. Marulić je povukao usporednicu između biblijske prispodobe o Juditi i geoplotičke i povijesne situacije u splitskoj okolici, ali i samoj hrvatskoj. Židovi u prenesnom značenju predstavljaju hrvatski narod kojega su u prošlosti morili Asirci, a sada ga u Marulićevo doba more Turci nadomak Klisa, posljednje utvrde hrvatstva u Dalmaciji, posljednje crte obrane kršćanstva. Juditin čin i Betuljanima i hrvatskome narodu zorno prikazuje da se uz Božju pomoć i vlastitom vjerom može spasiti od svake opasnosti.
Ovim epom Marulić se predstavio i kao renesansni pjesnik, predvodnik novog književno-povijesnog umjetničkog pravca u hrvatskoj i europskoj književnosti. To je ponajprije vidljivo u jasnoći svega što prikazuje, opisuje, pripovijeda, u redoslijedu izlaganja dođaja i razvoju radnje (fabule) te u slikovitosti samoga djela. Zbog svoje namjene djela običnome puku i alegorijskoga značaja, Judita je aktualna za svako vrijeme hrvatske povijesti, u kojoj se hrvatski narod često nalazio pod vlašću drugih, stranih vladara unatoč jasnoj želji za neovisnošću.

## Vanjske poveznice
- bulaja.com - Izvornik Judite (Faksimil)
- Marko Marulić: Judita
- Nacionalna i sveučilišna knjižnica u Zagrebu - Libar Marca Marula Splichianina... (1522.)
- Judita na portalu Književnoga kruga Split
- Mirko Tomasović, Marulićeva Judita anno currente MMI. Prvih petsto godina, Vijenac, br. 186, 19. travnja 2001.
- Judita u hrvatskim glagoljskim brevijarima = Liber Judith ex breviariis Croatica - Glagoliticis, prir. Josip Hamm